# نرم‌افزار کد-موجود
نرم‌افزار کد-موجود یا کد در دسترس (انگلیسی: Source-available) از طریق مدل کد منبع ارائه می‌شود که شامل شرایطی برای دیدن کد منبع و در بعضی از موارد ویرایش کد می‌شود ولی لزوماً شامل بعضی از شرایط نرم‌افزار متن‌باز نمی‌شود. این مجوز گستره‌ای از اجازه‌نامه‌ها برای دیدن کد منبع برای ارجاع دادن تا اجازهٔ ویرایش کد و نشر آن به صورت تجاری و غیر تجاری را شامل می‌شود.

## تفاوت با نرم‌افزار آزاد یا متن‌باز
نرم‌افزاری کد موجود است که کد منبع آن همراه با آن ارائه شود حتی اگر کاربر اجازهٔ استفاده قانونی، اشتراک‌گذاری، ویرایش یا کامپایلر آن را نداشته باشد. یک نرم‌افزار ممکن است هم نرم‌افزار مالکیتی هم کد-موجود باشد. در مقابل حالت‌های ارائهٔ نرم‌افزارهای متن‌باز انعطاف کمتری دارد. نرم‌افزار آزاد یا/و نرم‌افزار متن‌باز همیشه کد-منبع باید در دسترس باشد و همهٔ نرم‌افزارهای کد-موجود متن‌باز نیستند چون در دسترس بودن کد منبعشان شرایط خاصی دارد.